# Dixtuor

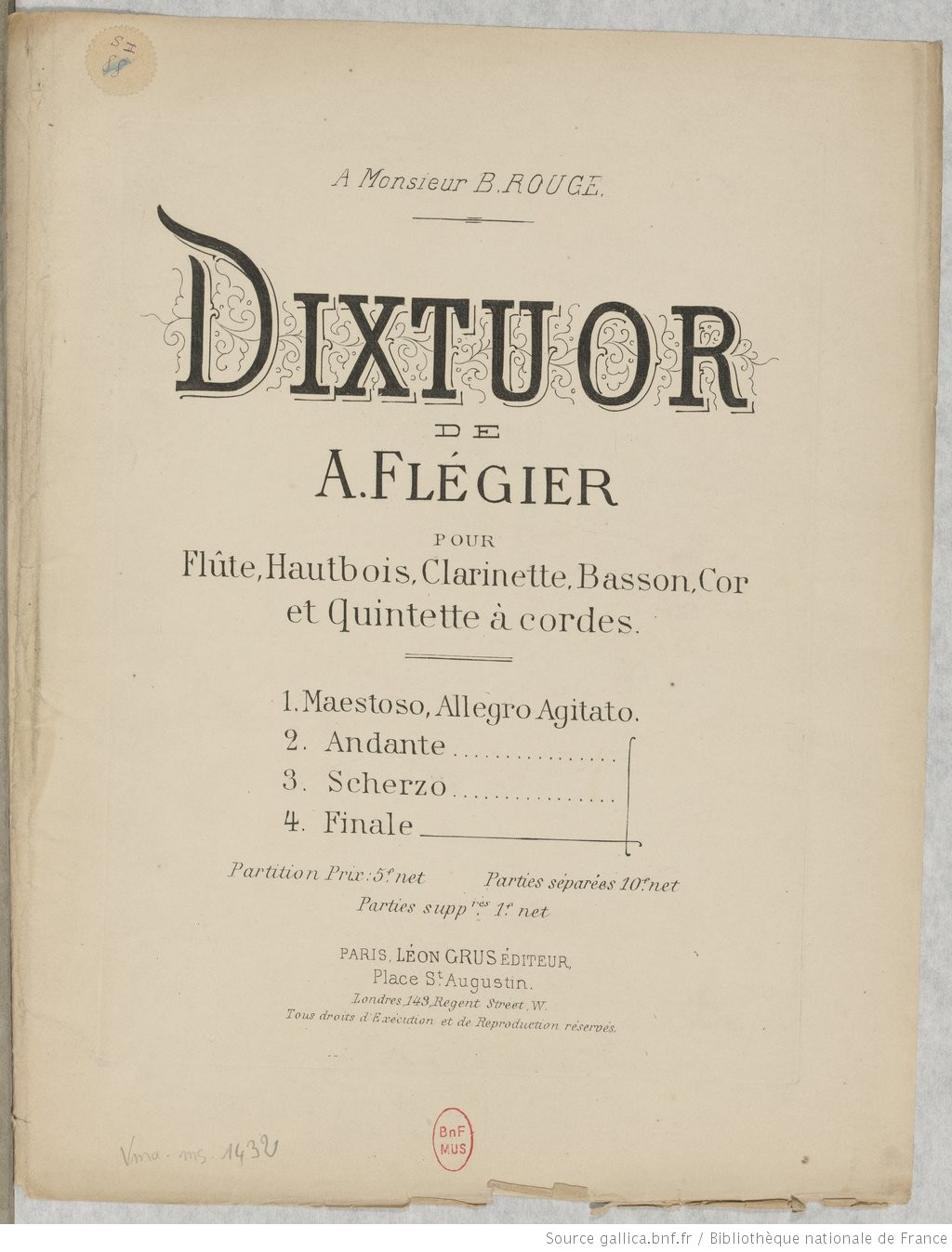
Page de titre du Dixtuor d'Ange Flégier, premier usage du terme (vers 1899).

En musique, un dixtuor, après le nonette, désigne : 
- un ensemble de dix chanteurs ou instrumentistes,
- une écriture musicale à dix parties solistes, avec ou sans accompagnement,
- une œuvre de musique de chambre pour dix musiciens de genre et de forme très variés.

## Origine du terme français
La paternité du terme « dixtuor » revient au compositeur Ange Flégier,, qui l'utilise pour la première fois pour son Dixtuor, créé aux Concerts-Rouge en 1898 et publié vers 1899.

## Ensemble musical
Mozart, dans ses divertissements ou ses sérénades utilise parfois l'écriture pour dixtuor comme dans son Divertimento no 4, en si♭ majeur, K. 186, pour 2 hautbois, 2 clarinettes, 2 cor anglais, 2 cors et 2 bassons.
Quand l'ensemble est formé de cinq fois deux mêmes instruments, le dixtuor est souvent appelé « double quintette ». La Suite persane (1909) d'André Caplet par exemple, basée sur des thèmes orientaux originaux, est écrite pour un « double quintette à vent », soit 2 flûtes, 2 hautbois, 2 clarinettes, 2 cors et 2 bassons. La Cinquième Petite symphonie de Darius Milhaud est dédiée à la même formation, mais la Quatrième est un « dixtuor (ou double quintette) à cordes » pour 4 violons, 2 altos, 2 violoncelles et 2 contrebasses, parfois jouée par un orchestre à cordes.
En 1906, Georges Enesco compose un Dixtuor à vent.
L'Hymne (1920) d'Arthur Honegger est un dixtuor à cordes.
Jean Françaix a composé une pièce appelée Dixtuor, pour quintette à cordes et quintette à vent (1987).
Le dixtuor peut aussi se faire accompagnateur
- d'un de ses musiciens :
  - Lied et Scherzo pour double quintette à vent dont un cor principal de Florent Schmitt[8],
- d'une autre formation ou d'un soliste extérieur :
  - la Messe pour chœur mixte et double quintette à vent de Stravinsky (1er quintette : 2 hautbois, 1 cor anglais, 2 bassons ; 2e quintette : 2 trompettes et 3 trombones)[9],
  - le Concerto pour violoncelle et instruments à vent (dixtuor à vent composé de 2 flûtes, 2 hautbois, 2 clarinettes, 2 bassons, 1 cor et 1 trompette) de Jacques Ibert[10],
  - la Petite Valse européenne, pour tuba et double quintette à vent de Jean Françaix[11],
  - le concerto Kaleidophone, pour violon et double quintette à vent de Patrice Sciortino[12].